# 李翠霞
李翠霞（1969年2月5日—），中华人民共和国教育工作者，汉族，辽宁抚顺人，中共党员，管理学博士、教授，拥有东北农业大学农业经济管理专业博士学位，现任黑龙江八一农垦大学党委副书记、校长。

## 生平
本硕毕业于哈尔滨师范大学政治经济学专业，先后于1992年和1996年获得哈尔滨师范大学学士、硕士学位。硕士毕业后就职于东北农业大学，先后任东北农业大学社科部教师、社科系副主任。2003年4月任人文学院人力资源管理系主任，2004年4月任经济管理学院副院长，2011年1月任经济管理学院院长。期间，1999年10月晋升为讲师，2004年9月晋升为副教授，2009年9月晋升为教授。
2019年1月，任东北农业大学党委常委、黑龙江省绿色食品科学研究院院长兼党委书记；2020年7月兼任校党委统战部部长。
2021年9月，任绥化学院党委副书记、院长。
2023年11月，转任黑龙江八一农垦大学党委副书记、校长。

## 学术研究
“构建全链条质量安全管控平台打造国家安全食品大省的决策建议”和“关于深化婴幼儿配方乳粉供给侧改革提升消费者对国产乳制品消费信心的建议”分别得到时任国务院副总理张高丽和汪洋的肯定性批示，并在农业部制定政策中采纳和推进；黑龙江省农村经济社会发展报告也得到了时任黑龙江省省长陆昊的批示和高度重视。她先后获得国务院特殊津贴、全国优秀教师、十二五科技服务先进个人、文化名家暨“四个一批”人才、国家高层次人才特殊支持计划领军人才、黑龙江省政府特殊津贴、黑龙江省青年五四奖章等各级各类荣誉称号。

## 延伸阅读
- 《做国家粮食安全的“压舱石”》（经济日报，2016年10月22日）[11]